# Więzy miłości (film 2001)
Więzy miłości (एक रिश्ता Ek Rishtaa: The Bond of Love, rosyjski: "Uzy Liubwi") – indyjski film z 2001 r., wyreżyserowany przez Suneela Darshana, autora Dosti: Friends Forever i Deszcz. W rolach głównych Amitabh Bachchan, Rakhee Gulzar, Akshay Kumar, Karisma Kapoor, Juhi Chawla, Mohnish Behl. To pierwszy film, w którym Bachchan i Kumar występują razem. Tematem tego dramatu rodzinnego jest kryzys w relacji między ojcem i synem. Film jest obroną wartości rodzinnych, miłości między rodzeństwem, szacunku dla rodziców i trwałości małżeństwa.

## Fabuła
Vijay Kapoor (Amitabh Bachchan) to cieszący się sukcesem biznesmen. Mocną ręką kieruje swoją firmą i rodziną. Szczęśliwy w małżeństwie (Rekha), dumny z czwórki dzieci. Chętnie staje się mentorem dla szukającego jego sympatii, gorliwego w pracy i pochlebstwach Rajesha (Mohnish Behl). Oddaje mu nawet swoją córkę Preety (Juhi Chawla) za żonę. Największą jednak jego dumą i nadzieją jest syn Ajay (Akshay Kumar). Właśnie ukończywszy studia wrócił z USA. Zaczyna pracować w firmie ojca. Ściera się z ojcem, którego doświadczeniu przeciwstawia swoje wykształcenie informatyka. Kryzys między nimi narasta, gdy Ajay wybucha w fabryce ojca atakując obijającego się w pracy szefa związków zawodowych. Ten podburza robotników do strajku. Ojciec ostro okazuje synowi swoje niezadowolenie. Ajay unosi się honorem. Odchodzi z firmy ojca i za pożyczone pieniądze zakłada własną firmę informatyczną. To odejście uraziło ojca. W kłótni wypomina Ajayowi wszystko, co syn mu zawdzięcza, a gdy ten nie chce się z nim potulnie pogodzić, wyrzuca go z domu. Ajay przeprowadza się do swojej ukochanej Nishy (Karisma Kapoor). Wbrew woli jej ojca para bierze ślub. Z bólem, ale zaczynają żyć oddzielnie nie kontaktując się z rodzinami. Do chwili, gdy Ajay dowiaduje się, że obłudny Rajesh przejął firmę ojca doprowadzając rodzinę do bankructwa.

## Obsada
- Amitabh Bachchan – Vijay Kapoor
- Rakhee Gulzar – Pratima Kapoor
- Akshay Kumar – Ajay Kapoor
- Karisma Kapoor – Nisha Thappar
- Juhi Chawla – Priti Kapoor
- Mohnish Behl – Rajesh Purohit
- Simone Singh – Priya Kapoor
- Alok Nath – Jagmohan Thappar
- Shakti Kapoor – Ladoo Mama
- Aashish Vidyarthi – Hari Singh
- Sharat Saxena – Police Inspector
- Anang Desai – Brij
- Kunika – Sweety Aunty
- Avtar Gill – Khanna

## O twórcach filmu
- Od debiutu w Mohra Sunil Shetty często gra z zaprzyjaźnionym z nim Akshay Kumarem - Sapoot, Dhadkan, Hera Pheri, Ek Rishtaa: The Bond of Love, Awara Paagal Deewana, Jaani Dushman: Ek Anokhi Kahaani, Aan: Men at Work, Deewane Huye Pagal, Phir Hera Pheri).

## Muzyka
Film zawiera 8 piosenek skomponowanych przez duet: Nadeem-Shravan:
- Aur Kya Zindagani Hai – Mohammad Aziz
- Dil Deewana – Kumar Sanu, Alka Yagnik
- Dil Lagaane Ki Sazaa – Kumar Sanu, Alka Yagnik
- Ek Dil Hai – Kumar Sanu, Alka Yagnik
- Ek Raja Hai Ek Rani – Mohammad Aziz, Anuradha Paudwal
- Hum Khush Huve – Mohammad Aziz, Kumar Sanu, Alka Yagnik, Sarika Kapoor
- Mohabbat Ne Mohabbat Ko – Udit Narayan, Alka Yagnik
- Mulakaat – Alka Yagnik